# Bundesautobahn 448
De Bundesautobahn 448 (kortweg: A448), ook wel Bochumer Außenring genoemd, is een Duitse autosnelweg die ten zuiden van Bochum verloopt. De weg verbindt de A40 in het westen van Bochum met de A45 in het oosten van Witten en ontlast als deelproject van de zogenaamde "Bochumer Lösung" de parallel lopende A40.
Na het gereedkomen van het knooppunt Dreieck Bochum-West in 2015 en nog voor het volledig openen van de weg in 2019 tot aan de A43 bij knooppunt Kreuz Bochum/Witten werd het daartussen liggende gedeelte van de Bochumer Außenring in A448 omgenummerd. De aansluitingen hebben de volgende namen gekregen:
- Bochum-West (voorheen Wattenscheider Straße);
- Bochum-Stahlhausen (voorheen Kohlenstraße);
- Bochum-Eppendorf (voorheen Schützenstraße);
- Bochum-Weitmar (voorheen Wasserstraße);
- Bochum-Süd (voorheen Königsallee);
- Bochum-Wiemelhausen (voorheen Universitätsstraße);
- Bochum-Altenbochum (aansluiten op het oostelijke deel van de ring om Bochum).

Hiermee samenhangend werd bij de jaarwisseling van 2016-2017 de A44 tussen de A43 en A45 in Witten naar A448 omgenummerd.
De werkzaamheden aan Kreuz Bochum-West begonnen in 2009. Grondwerkzaamheden voor de bouw van de A448 in Bochum-Laer werden in oktober 2011 gestart, gelijktijdig begon de uitbreiding van de Donezk-Ring naar de Wattenscheider Straße en bij Dreieck Bochum-West. Werkzaamheden aan de Querspange zelf: vanaf 10 september 2012 werd het werkvak voor de Brücke Schattbachstraße ingericht. Met een officiële persconferentie op het bouwterrein van de brug begon op 30 oktober 2012 werkzaamheden aan de laatste 2,3 kilometer ontbrekende tracé.
Op het al bestaande tracé van de Außenring begonnen op 11 juni 2012 tot medio 2014 de ombouwwerkzaamheden tot snelweg. Het wegdek en de vangrails werden vernieuwd, bovendien werd de Außenring-Tunnel met rond €13 miljoen naar de nieuwste veiligheidsstandaard gebracht.
Het gereedkomen van Kreuz Bochum-West en het eerste trajectdeel van de A448 tot aansluiting Bochum-West volgde in juni 2015. Het laatste deel wordt volgens verwachting medio 2018 opengesteld. Op 27 juli 2017 werd bekend dat de weg eind 2019 gereed is, twee jaar later dan oorspronkelijk gepland.
In oude plannen gingen de namen A 441 en A 442 voor deze snelweg rond.